# Business to Consumer
Con Business to Consumer, spesso abbreviato in B2C, si indicano le relazioni che un'impresa commerciale detiene con i suoi clienti per le attività di vendita e/o di assistenza. Questa sigla è utilizzata soprattutto quando l'interazione tra impresa e cliente avviene tramite internet, ovvero nel caso del commercio elettronico.

## Classificazioni del commercio elettronico

### Intermediari online
Gli intermediari online sono le aziende che facilitano le transazioni tra clienti e venditori, ricavando una percentuale dal valore della transazione stessa. Costituiscono attualmente la maggior parte delle aziende operanti nel B2C.
- Brokers: i brokers offrono un tipo di facilitazioni per gli scambi.
- Infomediari: un infomediario è un sito specializzato che offre servizi ai potenziali clienti.

## Vantaggi del commercio B2C
Il commercio elettronico B2C ha i seguenti vantaggi:
- Gli acquisti possono essere più rapidi e più convenienti.
- Le offerte e i prezzi possono cambiare istantaneamente.
- le aziende possono valutare la loro competitività
- I call center possono essere integrati con il sito web.
- Le comunicazioni broadband aumenteranno la soddisfazione nelle vendite.

Esempi di società operanti nel segmento di mercato B2C sono: JD.com, Amazon.com,  eBay, 
- in Cina: Alibaba Group e le controllata AliExpress, Taobao.
- in India: Flipkart, ShopClues, Paytm, Snapdeal
- in Asia sud-orientale: 
  - WeMall (ex iTrueMart) della tailandese Ascend Group:;
  - Rakuten, sito giapponese.
  - Rocket Internet, in Singapore (sito basato in Germania).
  - Lazada, fondato da Rocket Internet.
- nel Bangladesh: FoodPanda, JAAGOdeal, HungryNaki, Foodpeon, Chaldal.com.